# M’djoiezi (Grande Comore)
M’djoiezi Hambou (Mdjoyezi) ist ein Ort im Süden der Insel Grande Comore (N’gazidja) in den Komoren. Sie liegt etwa 20 km südöstlich der Hauptstadt Moroni.

## Geographie
Der Ort liegt am Südrand des Wald von Karthala am Fuß des Vulkan Karthala. Der Ort liegt etwas weiter im Hinterland als die benachbarten Hamsaoua, Singani und Hetsa am Hügel Mohandadjou (229 m, ⊙).
Im Ort befindet sich das Schulzentrum Groupe Scolaire Mgwahanda (Fédérale) und die Moschee Mosquée Du Vendredi.

## Geschichte
M’djoiezi wird auch als «cité du trône» (Thronstadt) bezeichnet. Sie war der Hauptort der Region Hambou und Sitz eines Sultans bis zur Kolonialisierung.
Es gibt noch einige historische Gebäude und eine Vereinigung kümmert sich um den Erhalt des Kulturerbes (Association culturelle de Mdjoiézi, ACM). Mit Unterstützung der Japanischen Botschaft konnte die Schule gebaut und verschiedene andere Projekte umgesetzt werden.
Es gibt zwei Fußball-Vereine (Esperance Sportive de M'djoiezi (ESM), Diable Rouge), eine Bibliothek, und zwei Kulturzentren (Foyer Azhar und Asmidjaz).

## Klima
Nach dem Köppen-Geiger-System zeichnet sich Singani durch ein tropisches Klima mit der Kurzbezeichnung Af aus.